# Skywalker 1999
Skywalker 1999 är ett musikalbum från 1999 av den tyska tranceartisten Kai Tracid.

## Låtlista
1. Intro
2. I Can Read Your Mind
3. Liquid Skies
4. Skywalker
5. Dawn of Time
6. Your Own Reality
7. Making Friends
8. Dance for Eternity
9. So Simple
10. Sync Source
11. Destructions
12. 180° Bassdrum